# Apiosporina
Apiosporina is een geslacht van schimmels behorend tot de familie Venturiaceae. De typesoort is Apiosporina collinsii. 

## Soorten
Volgens Index Fungorum telt het geslacht drie soorten (peildatum april 2024):
| Soortnaam              | Auteur(s)        | Publicatiejaar |
| ---------------------- | ---------------- | -------------- |
| Apiosporina collinsii  | (Schwein.) Höhn. | 1910           |
| Apiosporina harunganae | Hansf.           | 1947           |
| Apiosporina morbosa    | (Schwein.) Arx   | 1954           |